# 130 mm/40 Model 1924
130 mm/40 Model 1924 — 130-миллиметровое корабельное артиллерийское орудие, разработанное и производившееся в Франции. Состояло на вооружении ВМС Франции. Предназначалось для вооружение эскадренных миноносцев. Этими орудиями оснащались эсминцы типа «Л’Адруа». Представляло собой несколько усовершенствованную версию орудия 130 mm/40 Model 1919. Орудие также оценивалось как неудачное, поэтому в дальнейшем было создано орудие 130 mm/45 Model 1932/1935.

## Конструкция
По своей конструкции орудие 130 mm/40 Model 1924 не слишком отличалось от 130 mm/40 Model 1919. Новая артсистема получила более лёгкий ствол, над затвором теперь размещался пружинный досылатель. Однако сам затвор остался прежним, то есть поршневым, поэтому скорострельность возросла незначительно — с 4—5 выстрелов в минуту, до 5—6 выстрелов в минуту. Дальность стрельбы снизилась в результате уменьшения максимального угла возвышения. В то же время, заряжание орудия на малых углах оставалось крайне затруднительным, поскольку при этом затвор находился на уровне плеч заряжающих.